# Жадкевич, Михаил Евгеньевич
Михаил Евгеньевич Жадкевич (9 апреля 1930, Краснодар — 1986, Москва) — советский врач-хирург.

## Биография
Михаил Евгеньевич — врач в пятом поколении. Его отец, Евгений Михайлович (16.1.1881, Прилуки — Краснодар), учился в Киевском университете Св. Владимира и в университете Лозанны (Швейцария), защитил диссертацию в 1913 году, с 1923 года был профессором кафедры факультетской терапии Кубанского медицинского института в Краснодаре. Дед, Михаил Львович, — статский советник, был земским врачом в Прилуках, Украина.
Михаил Евгеньевич окончил Кубанский медицинский институт, работал в курортном городке Горячий Ключ, потом переехал в Москву. Работал в кремлёвской больнице, но недолго, ушёл по собственному желанию. Затем работал в поселковой больнице в Перхушково под Москвой.
После этого работал хирургом, заведующим хирургическим отделением в московской городской больнице № 51 в Филях, был заведующим хирургическим отделением медсанчасти № 58 и заведующим хирургическим отделением больницы № 71, переименованной в 2015 году в его честь.
Ряд операций, например, успешное удаление тромба из лёгочной артерии при тромбэмболии, были сделаны М. Е. Жадкевичем впервые в СССР, причём в условиях заводской медсанчасти.
Им разработан ряд методик, в том числе способ расширенной резекции прямой кишки при раке, позволяющий сохранить ее сфинктер и избежать наложения кишечного свища. Этот способ в дополнение к более радикальному удалению опухоли даёт возможность пациенту жить полноценной жизнью после операции. Эта работа была опубликована в журнале «Хирургия» в 1980 году, где был обобщен многолетний опыт подобных операций и продемонстрированы ее преимущества и с онкологической, и с функциональной точки зрения. Эта статья была им написана вместе с сыном, начинающим хирургом Михаилом Михайловичем Жадкевичем..
Михаил Евгеньевич не писал диссертации и научные доклады. Однако, многие его идеи и научные труды нашли отражение в диссертациях и статьях его современников, коллег и учеников. Среди них операции по поводу рака пищевода и толстой кишки, травмы сосудов и легочной эмболии)

## В культуре
Михаил Евгеньевич послужил прототипом главного героя в романе Юлия Крелина «Хирург», по которому был снят телефильм «Дни хирурга Мишкина» с Олегом Ефремовым в главной роли. Юлием Крелиным также написаны краткие воспоминания о Михаиле Евгеньевиче.

## Память
В рамках реформы медицинского комплекса Москвы именем Жадкевича была названа ГКБ № 71 на Можайском шоссе.